# Adelino Teixeira (cyclisme)
Pour les articles homonymes, voir Adelino Teixeira et Teixeira.
Adelino Teixeira (né le 21 mars 1954) est un ancien coureur cycliste portugais. Il a notamment remporté le Tour du Portugal (1977), le Grand Prix Jornal de Noticias, le Tour de l'Algarve (1983) ou encore le Tour de l'Alentejo (1985).

## Palmarès
- 1977
  - Tour du Portugal :
    - Classement général
    - 4e et 11e étapes

  - 2e du Tour de l'Algarve
- 1978
  - 4eb étape du Grande Prémio do Minho (contre-la-montre)
  - 2e du Grande Prémio do Minho
  - 3e du Tour de l'Algarve
  - 3e du Grand Prix Abimota
- 1979
  - 3e du Tour de l'Algarve
- 1981
  - Grand Prix Abimota
  - 2e du Tour de l'Algarve
  - 2e du GP Torres Vedras
- 1982
  - 7e étape du Tour de l'Algarve
  - Grand Prix Abimota
  - 8eb étape du Tour du Portugal (contre-la-montre)
  - 2e du Tour du Portugal
- 1983
  - Grand Prix Jornal de Noticias
  - Tour de l'Algarve :
    - Classement général
    - 4e étape

  - 5e étape du GP Torres Vedras
- 1985
  - Tour de l'Alentejo :
    - Classement général
    - 3eb étape (contre-la-montre)

  - 2e du championnat du Portugal sur route
- 1988
  - 3e étape du Grande Prémio Juntas de Freguesia de Setubal